# Überdeterminierung
Die Überdeterminierung beschreibt in der Psychoanalyse mehrere unabhängige, gleichzeitig oder nacheinander auftretende Ursachen für ein psychologisch relevantes objektives Ereignis bzw. für ein subjektives Erlebnis mit einer bestimmten Bedeutung oder mit einem entsprechenden Symptom.
Obwohl bereits ein einziger ursächlicher Faktor für die Determinierung eines bestimmten Erlebnisses oder auch Symptoms ausreicht, stellen sich vielfach bestimmte Ursachenbündel oder Komplexe als bestimmend für eine ganz speziell erlebte Bedeutung heraus.
Synonym wird auch die Bezeichnung Überdeterminiertheit‘ von Freud verwendet. Freud weist ab 1895 häufiger auf das von ihm postulierte Ursachenverhältnis im Sinne der Überdeterminierung oder ‚mehrfachen Determinierung‘ hin, das nach ihm und einzelnen Psychoanalytikern durch freie Assoziationen naturwissenschaftlich-empirisch nachweisbar sein soll. Dabei ergeben sich jedoch gewisse Besonderheiten, wie etwa die Vieldeutigkeit im Gegensatz zu den als gesetzmäßig und daher auch eindeutig geltenden Folgen naturwissenschaftlich fassbarer Abläufe. Das Konzept ist umstritten und wurde von Freud selbst nie ausführlicher erläutert und begründet.(a)

## Auszüge aus Freuds Werken
Nach Sigmund Freud (1856–1939) ist der Traum überdeterminiert, weil die „meisten Traumgedanken ausgiebigste Berührungen aufweisen“ und so „Knotenpunkte“ darstellen, in denen „viele der Traumgedanken zusammentreffen“. Die Traumdeutung müsse daher der Vieldeutigkeit Rechnung tragen.

„... es ist nicht notwendig, daß sich die verschiedenen Bedeutungen eines Symptoms miteinander vertragen, d. h. zu einem Zusammenhange ergänzen. Es genügt, wenn der Zusammenhang durch das Thema hergestellt ist, welches all den verschiedenen Phantasien den Ursprung gegeben hat. (...) Wir haben bereits erfahren, daß ein (hysterisches) Symptom ganz regelmäßig mehreren Bedeutungen gleichzeitig entspricht; fügen wir nun hinzu, daß es auch mehreren Bedeutungen nacheinander Ausdruck geben kann. Das Symptom kann eine seiner Bedeutungen oder seine Hauptbedeutung im Laufe der Jahre ändern, oder die leitende Rolle kann von einer Bedeutung auf eine andere übergehen.“

## Unterschiedliche Rezeptionen

### Jaspers
Karl Jaspers (1883–1969) versteht Freuds Auffassungen von der Überdeterminierung entsprechend seiner generellen → Kritik an der Psychoanalyse als Gegenstand der verstehenden Psychologie und nicht einer experimentellen. Dennoch spricht er ähnlich wie Freud von „spezifischen Mechanismen“, die bei der Erlebnisverarbeitung eine Rolle spielen.(a) Mit Hilfe der Mechanismen des Verstehens sollen typische Figuren des Erlebens und Verhaltens erfasst werden.(a) Damit ist keine Annäherung an einen Determinismus bzw. an die Freudsche Begriffswelt verbunden, in der vom psychischen und somatischen Apparat die Rede ist und in der damit zumindest zwei Kausalreihen nebeneinander bestehen sowohl in psychischer als auch in somatischer Hinsicht.

### Huber
Gerd Huber (1921–2012) bezeichnet die Vieldeutigkeit von Wirkursachen für phänomenologisch fest bestimmte seelische Erscheinungen als Ausdrucksgemeinschaft.

#### Leib-Seele-Problem
Jaspers vertritt eine deskriptiv-psychologische Ordnung der „Mechanismen“ des Aufwärts-Effekts, Freud eine psychodynamische, bei der es sich u. a. um entwicklungsbedingte Instanzen (Es / Ich / Über-Ich) und Systeme (Bw / Ubw) handelt, zwischen denen zwar Interaktionen bestehen, die aber sonst deutliche Trennungslinien aufweisen, was mögliche kausale Einwirkungen betrifft.(b) Die Grundvoraussetzung einer Begrifflichkeit vom psychischen Apparat bleibt allerdings philosophischem Denken vorbehalten – wie Freud am Ende seines Lebens selbst einräumt. Diese „Grundvoraussetzung“ ist das Leib-Seele-Problem, ggf. der psychophysische Parallelismus. – Jaspers lässt Raum für einen eher ganzheitlichen Standpunkt, während Freud offen ist für eine Vielzahl theoretischer Konzepte elementarer Art, die nicht frei von einem gewissen Absolutheitsanspruch sind. Es versteht sich allerdings für eine analytisch ausgerichtete Psychologie, dass hier das Ganze der Psyche eher in Teile zerlegt wird. Oft werden Medizinern im Unterschied zu Psychologen gewisse Schwierigkeiten im Verständnis für die psychologische Ordnung nachgesagt.(b) Andererseits ist das Bewusstsein des angeblich naturwissenschaftlichen Charakters der psychoanalytischen Methoden Gegenstand des Zweifels und der → Kritik, da Freud Zeitgenosse des naturwissenschaftlichen Aufschwungs der Neurowissenschaften war. Freud hat ein Medizinstudium betrieben, war im Labor des Physiologen Ernst Wilhelm von Brücke tätig und seit 1902 Professor für Neuropathologie.

#### Transformationen
Die von Jaspers rezipierte Vorstellung einer Überdeterminierung im Rahmen „spezifischer Mechanismen“ erweist sich als verständliche Transformationsleistung von Erlebnissen im Wachbewusstsein etwa durch den Traum, wobei sich durch die Traumarbeit u. a. Symbolisierungstendenzen vereinigen in einem Traumbild, das für die „Bewusstseinszensur“ unannehmbar ist.(b) Transformation ist jedoch nicht nur an Träume gebunden. Sie kann auch zeitversetzt, also im Nachhinein zu einem früheren Erlebnis einsetzen. So können ggf. noch andere aktuelle Erfahrungen zu dem ursprünglichen Erlebnis hinzukommen und Anlass geben für eine erneute subjektive Bewertung. In diesem Falle verzweigt sich die Entstehungsgeschichte eines Symptoms oder einer ungewöhnlichen Befindlichkeit in die vergangene Seelengeschichte. Aus dieser Geschichte kann sich mit Geduld ein ganzes Netz verständlicher und erweiterter Zusammenhänge ergeben, dessen Fäden sich in einem gegenwärtigen Punkt kreuzen (vgl. Amplifikation nach C. G. Jung). Dies lässt an eine Überdeterminierung nach Freud denken, aber ohne Annahme einer bestimmten Kausalität, wie etwa einer unbewussten Triebregung.(c)

### Loch
Wolfgang Loch (1915–1995) hat die Determinierung des seelischen Geschehens zusammen mit Arthur Kronfeld als zentrale Voraussetzung der psychoanalytischen Arbeit angesehen und dabei Deutung und Protokollaussagen als „parteilose Instrumente“ der tiefenpsychologischen Forschungsmethode eingeschätzt. Deutungen seien als experimentell zu belegende Versuche zu betrachten, die in den Protokollaussagen angenommenen vielfältigen Determinanten als Beweis der für die Kausalität maßgeblichen Faktoren zu erbringen. Dies geschehe ähnlich wie das „Messer des Chirurgen“ die Diagnose des Abszesses bestätigt. Solche Determinanten können situatives Verhalten, Wiederholungszwang, Über-Ich und Es darstellen, zwischen denen eine Beziehung aufzustellen ist. Sie ist mit einem Magnetfeld vergleichbar, das die Eisenspäne in eine bestimmte Ordnung bringt. Die Deutung der Traumsymbole unterliegt hier prinzipiell den gleichen Bedingungen.

### Bräutigam
Walter Bräutigam (1920–2010) bezieht sich auf das Triadische System der deutschen Psychiatrie und spricht von Ursachen nur bei einem körperlich bedingten Zustandsbild, also etwa bei Organischen Psychosen. Bei Neurosen seien verstehenspsychologische Ansätze vordergründig, eine ursachenbezogene Betrachtungsweise wie sie etwa auch von der materialistischen und neurophysiologischen Reflexologie Pawlows betrieben wurde, sei hier unangebracht. Allenfalls seien Begriffe der Lerntheorie als Ergänzung zu den deterministischen psychoanalytischen Theorien nützlich.(c)

### Althusser
Louis Althusser (1918–1990) spricht in dem Aufsatz „Widerspruch und Überdeterminierung“ (1968) in einem historisch-politischen Sinne von den revolutionären sozialen Kräften, die in ein überdeterminiertes Ereignis münden könnten. Elemente sind dann überdeterminiert, wenn sie nicht auf eine einfache Ursache zurückzuführen sind oder eine eindeutige Bedeutung haben, sondern sich aus mehreren Quellen speisen und sich gegenseitig beeinflussen. Die Transformation politischer, ökonomischer und symbolischer Widersprüche ist Aufgabe einer revolutionären Praxis.

## Kritik
Karl Jaspers kritisiert die Determinationslehre Freuds, da diese von naturwissenschaftlichen Voraussetzungen ausgehe, im Gegensatz zu dem im Kern verstehenspsychologischen Gehalt der Psychoanalyse im Sinne von Jaspers.(d) Freud verwechsle damit Verstehen und Erklären nach der von Wilhelm Dilthey (1833–1911) definierten Unterscheidung.(e) Die Überdeterminierung entspreche daher eher der unendlichen Mannigfaltigkeit des Verstehens.(f) Die Freudschen Mechanismen, wie etwa der von ihm so genannte Mechanismus der Verdrängung stellen nach Jaspers Prinzipien und Theorien zum besseren Verständnis dar, nicht naturwissenschaftlich nachweisbare Realitäten von lückenloser Kausalität.(g)
Manfred Pohlen (1930–2024) bestreitet nicht nur die Determinationslehre Freuds, er sieht es als zentralen Irrtum an, die Deutung als unabhängiges Instrument der psychoanalytischen Wahrheitsfindung zu betrachten, vgl. a. Kap. → Loch. Der von Freud geforderte deterministische Charakter seelischer Vorgänge und ihr apparatehafter Ablauf ähnlich wie bei einem mechanischen Gerät sei eine Schutzbehauptung, um jeden Widerspruch gegen die unerschütterliche Macht der Deutung des Analytikers zu unterdrücken. Die nicht näher reflektierten Gegebenheiten einer medizinhistorischen Situation – und des so beeinflussten Zeitgeists der wissenschaftlichen Autorität – bewirkten, dass Freud hieraus erhebliche Anleihen machte. Dabei hätte Freud durchaus Gelegenheit dazu gehabt, sich auch der geisteswissenschaftlichen Entwicklungen seiner Zeit zu vergewissern.(a) Die Übertragung einer angeblich revolutionären Normalisierungspraxis auf andere Felder wie z. B. das der Psychiatrie – aufgrund der Neuartigkeit der psychoanalytischen Methode – gebe jedoch Anlass zu ideologischer Fehlinterpretation. Die Psychiatrie, nicht die Psychoanalyse, verfügt über die Schlüsselgewalt etwa bei den als krank betrachteten, gemeingefährlichen Personen.(b)